# Normanton le Heath
 (octobre 2023).
Pour les articles homonymes, voir Normanton et Heath.
Normanton le Heath est une paroisse civile et un village du Leicestershire, en Angleterre.